# 堀井学
堀井 学（ほりい まなぶ、1972年〈昭和47年〉2月19日 - ）は、日本の政治家、元スピードスケート選手、元1000m世界記録保持者。1994年のリレハンメルオリンピックで銅メダルを獲得した。
衆議院議員（4期）、内閣府副大臣、外務大臣政務官、北海道議会議員（2期）、北海道オリエンテーリング協会会長などを歴任。

## 来歴
北海道室蘭市輪西町に市役所の職員だった父・治年と、母・和子の長男として生まれる。小学4年からスピードスケートを始める。室蘭市立白鳥台小学校、本室蘭中学校を卒業後、白樺学園高等学校に入学。その後専修大学商学部へ進学。1994年3月、専修大学商学部商業学科を卒業し同年4月に王子製紙入社。

### リレハンメル五輪で銅メダル獲得
1994年、リレハンメルオリンピック500mで銅メダルを獲得した。大学卒業後は王子製紙を経てPJMジャパンに所属して競技生活を続け、1996年にはワールドカップの500mで総合優勝、1000mで世界記録を樹立した。
1997年から導入されたスラップスケートへの対応に苦しみ、1998年長野オリンピックでは、500mと1000mでいずれも惨敗に終わった。2002年ソルトレークシティオリンピックでは、500mと1000mで再び入賞を逃し、同オリンピックを最後に現役を引退した。

### 政界進出

#### 北海道議会議員時代
2007年4月執行の第16回統一地方選挙の北海道議会議員選挙に向け、自民党登別支部の役員が堀井と会談し北海道議会議員選挙への出馬を打診、堀井は「（出馬を）前向きに検討したい」と語ったとされる。数日後、自民党北海道連会長の橋本聖子から出馬を直接要請された後、堀井が立候補を表明。
北海道議会議員選挙に登別市選挙区から自由民主党公認で立候補し、北海道議会議員に当選。
2011年4月執行の第17回統一地方選挙において北海道議会議員に再選。

#### 衆議院議員時代

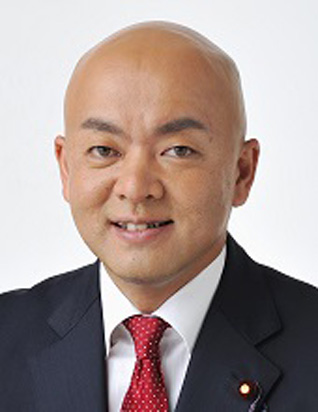
外務大臣政務官在任時の肖像写真

2期目途中の2012年、元内閣総理大臣である鳩山由紀夫への対抗馬として第46回衆議院議員総選挙に北海道9区から自民党公認で立候補することが決定。なお北海道9区は1996年に小選挙区制が導入されて以来、自民党が過去一度も小選挙区で議席を獲得できない選挙区であった。
鳩山は民主党（当時）、連合、自身の後援会による合同選挙対策本部をつくり立候補を示唆していたが、公示直前になり立候補を取りやめ政界引退。
同年12月の第46回衆議院議員総選挙にて民主党公認山岡達丸らを比例復活を許さぬ大差で初当選。これにより、日本のオリンピックメダリストとして初となる代議士（衆議院議員）に選出された。2014年12月の第47回衆議院議員総選挙で再選。
2017年8月、第3次安倍第3次改造内閣において外務大臣政務官に就任。2018年スウェーデンで開催された「子どものための2030アジェンダ：ソリューションズ・サミット」に日本政府代表で出席するなど主に欧州・アフリカ地域の外交を担当した。2021年6月、それまで顧問を務めていた日本オリエンテーリング協会の会長に就任。2018年首相官邸に設置されるアイヌ推進会議の座長代理に就任。
2021年10月執行の第49回衆議院議員総選挙に北海道9区から自民党公認（公明党推薦）で出馬したが、小選挙区において山岡に敗れ、初めて比例北海道ブロックで比例復活での当選となった。
2023年9月13日、第2次岸田第2次改造内閣が発足。9月15日付で内閣府副大臣に就任。これに伴い日本オリエンテーリング協会会長を辞任。

#### 裏金問題、公職選挙法違反、議員辞職
同年12月14日、自民党5派閥の政治資金パーティーをめぐる裏金問題で、岸田文雄首相は清和政策研究会（安倍派）の閣僚4人と副大臣5人を事実上更迭。堀井は内閣府副大臣を辞任した。同日、堀井は取材に応じ、ノルマの超過分に対する安倍派からのキックバックとして、2018～22年の5年間に1200万円を受け取り裏金にしていたことを認めた。
2024年1月22日、堀井の裏金の総額は2196万円であることが明らかとなった。同年2月、苫小牧市内で、堀井のポスターや掲示板計12カ所で黒色塗料で落書きされる事件が発生した。同年2月17日に苫小牧市内で開かれた党支部の定期大会に堀井は欠席した。
自民党苫小牧支部（支部長・板谷良久道議）が次期衆院選に向け、堀井を北海道9区（胆振、日高管内）支部長と認めず、新支部長を選出するよう呼びかける文書をまとめたことが同年4月26日に分かった。苫小牧支部は堀井の政治姿勢を問題視する意見書を3月に堀井に提出したが、回答が「不誠実」だったとして応援できないと判断したという。4月6日の同支部との会合で堀井は「回答すれば報道されて自分に不利になる」などと述べたという。同年6月25日、札幌市内で記者会見した堀井は次期衆院選で自身が地盤とする北海道9区（胆振、日高管内）に「出馬しない」と正式に表明した。
同年7月5日、選挙区内の有権者に対して堀井名義の香典を秘書を通じて配っていた疑いがあり、公職選挙法違反（寄付行為）にあたる疑いがあることが報じられた。同月18日、東京地検特捜部はこの疑いで堀井の衆院議員会館事務所や北海道登別市の地元事務所の家宅捜索に入った。同日、堀井は自民党に離党届を提出し、受理された。同月21日、東京地検特捜部が堀井から任意で事情聴取を行ったことが報じられた。聴取に対し、「違法な寄付を行った」ことを認めているという。同月23日付で自民党北海道9区支部長を解任される。
8月28日午前、議員辞職する意向を文書で表明し、コメントを発表、「選挙民の皆様から託された1票を踏みにじる結果となった。全て私の順法精神の欠如が原因だ。深くおわび申し上げる」と辞職理由を説明した。同日、議員辞職願を衆院に提出、国会閉会中のため、額賀福志郎議長により許可された。
8月29日、東京地検特捜部は、違法に香典を配布した公職選挙法違反の罪と、安倍派の政治資金パーティーのキックバック分を収支報告書に記載しなかった政治資金規正法違反の罪で、堀井を略式起訴した。同日、東京簡易裁判所は二つの罪を認定し、罰金100万円と公民権停止3年の略式命令を出した。
9月6日、中央選挙管理会で行われた選挙会で堀井の議員辞職に伴う繰上補充として、同ブロックで次点であった参議院議員の船橋利実（前回北海道第1区から立候補）が繰上当選の対象者として決定したが、船橋は参議院議員を辞職せず、繰上当選を辞退することを表明しており、当選告示から5日以内に参議院議員を辞職しなかったため繰上当選の権利を喪失した。このため次々点であった北海道議会議員の前田一男（前回北海道第8区から立候補）が繰上当選の権利を得ることになるが、前田も繰上当選辞退の意向を示しているため、最終的にはさらなる次点者で前回の総選挙で北海道第2区で立候補した高橋祐介が繰上当選となる見通しとなった。

#### 有罪確定
公職選挙法違反と政治資金規正法違反の罪で罰金と公民権停止3年の略式命令を受けた堀井は、期限までに公開の法廷での裁判を開くよう求める手続きを行わなかったため、同年9月13日付で有罪が確定した。

## 政策・主張

### コロナ感染対策のため消費税引き下げ
コロナ感染症収束後の景気回復として時限的な消費税引き下げを導入すべきとするほか、雇用調整助成金の延長や持続化給付金の再給付を主張している。
また、「消費税0％の検討」を掲げた『国民を守るための「真水100兆円」令和2年度第2次補正予算に向けた提言』に賛同するなど積極財政派である。

### 安定安価な電気確保による鉄鋼業の競争力復活、原子力発電所の再稼働
鉄鋼業が盛んであった室蘭市の復活のためには、原発の活用による安定安価な電源供給により競争力確保がやむをえないとしている。「原子力発電はエネルギー安全保障、経済性、CO2排出面で優れており、石炭、水力、地熱と並んでコストが安く、出力が一定の重要な電源」であると主張する。
原子力規制委員会の審査に合格した原発は再稼働すべきで、原子力撤廃に反対であり、北海道電力泊原発はすぐに再稼働すべきとしている。

### 鉄鋼業への研究開発費助成によりカーボンニュートラル達成
また、政府が掲げる脱炭素社会の目標達成に向けて、鉄鋼業がカーボンニュートラル（温室効果ガス排出実質ゼロ）に苦しまぬよう、設備投資や研究開発費への助成にも取り組んでいくとしている。

### 北方領土の4島一括返還
北方領土問題で日本はロシアに4島一括返還を求め続けるべきとしている。また、北方領土でのロシアとの共同経済活動は北方四島の返還につながると思うとする。
外務大臣政務官の担当地域はロシアを含めたヨーロッパ、中東、アフリカ。特に力を入れたのは北方領土の帰属問題を抱えるロシアとの関係強化。

### カジノを含む統合型リゾート（IR）の誘致
カジノを含む統合型リゾート（IR)に賛成しており、自身の選挙区内の苫小牧市への誘致による雇用創出を目指している。

### その他
- 憲法の改正に賛成[49][56][54][57]。改正すべき項目として「憲法改正の手続」「戦争放棄と自衛隊（第9条）」「緊急事態条項」を挙げる[54][57]
- 選択的夫婦別姓制度導入について、2014年のアンケートでは「反対」[54]。2017年のアンケートでは「どちらとも言えない」と回答[57]。2021年には地方議員に送ってた選択的夫婦別姓制度導入に反対する文書に名前を連ねていた[58]。同性婚を法律で認めることについて、どちらとも言えない[57]。
- 2021年1月30日、堀井ら自民党国会議員有志50人は、47都道府県議会議長のうち同党所属の約40人に、選択的夫婦別姓の導入に賛同する意見書を採択しないよう求める文書を郵送した。地方議員や市民団体は、地方議会の独立性を脅かす行為だとして堀井らを批判した[59][60][61][62][63]。

## 人物

### 人柄
- 選手時代、スポーツ選手として尊敬する人物として、黒岩彰（カルガリー五輪銅メダリスト、後の埼玉西武ライオンズ球団代表）と回答している[64]。また政治家として尊敬する人物は橋本聖子と回答している[65]。
- 喫煙者であり、超党派の愛煙家国会議員からなる議員連盟「もくもく会」に所属している[66]
- 頭髪が細くて柔らかい、いわゆる「猫っ毛」であることをコンプレックスとしており、24歳の時から髪を全てそり上げスキンヘッドをトレードマークとしている。一方で、2022年3月にはTPOに応じてかつらとスキンヘッドを使い分ける「二頭流」で活動すると表明。堀井は理由について、『怖い』という印象を持たれることに悩みがあったことや、第49回衆議院議員総選挙での小選挙区敗退を機に岩倉博文苫小牧市長から「イメージチェンジすべきだ」と助言を受けたことを挙げた[67][68]。堀井によれば、派閥の領袖である安倍晋三元首相も生前、「おー、いいね、面白いね。何でも挑戦した方が良いよ」などと賛同してくれたという[68]。一方で堀井の「二頭流」は「奇行だ」として後援会の離反を招いたとも報じられており、2024年に堀井と地元支部との対立が表面化すると、岩倉はイメージチェンジを勧めた点は認めつつ、「かつらをかぶれと言ったわけではない」と釈明した[69]。

### 旧統一教会との関わり
- 2022年8月、世界平和統一家庭連合（旧統一教会）との関わりについて問われた北海道新聞のアンケートに対し、「安倍晋三元首相の喪に服しており答えられない」として回答を拒否した（旧統一教会問題）[70]。
- 2022年7月から8月にかけて、共同通信社は、全国会議員712人を対象に、統一教会との関わりを尋ねるアンケートを実施。8月31日に各議員の回答の全文を公表した。岸田文雄首相は8月8日の自民党臨時役員会で、統一教会をめぐり「政治家の責任で関係をそれぞれ点検し、適正に見直してもらいたい」と述べ、党所属国会議員全員に通達するよう指示[71]しながらも、自身はアンケートに答えることを拒否した[注 1]。堀井もアンケートに答えることを拒否した[76][77]。

### 家族
- 父・治年（2016年死去[78]）は市役所の職員だった[1]。1997年に当時看護師の女性と結婚し、同年12月に誕生した長男[79] をはじめとした4男1女の父である。

## 不祥事

### 秘書による横領
2023年3月7日、堀井の登別市の事務所から預かった120万円を着服したとして、横領の疑いで堀井の元公設秘書が逮捕された。2022年に事務所が警察に被害届を提出。元秘書は行方不明になっていたが、岐阜市内にいるところを発見された。同年5月29日、元公設秘書は札幌地方裁判所室蘭支部から懲役3年、執行猶予5年の判決を言い渡された。

### 政治資金パーティー収入の裏金問題
2023年12月1日、朝日新聞が、自民党5派閥が開いた政治資金パーティーをめぐる問題で、清和政策研究会（安倍派）が、所属議員が販売ノルマを超えて集めた分の収入を裏金として議員側にキックバックする運用を組織的に続けてきた疑いがあるとスクープした。安倍派は2018～2022年に毎年1回パーティーを開き、計6億5884万円の収入を政治資金収支報告書に記載している。一方、収入・支出のいずれにも記載していない裏金の総額は直近5年間で1億円を超えるとされ（のちに5億円に修正）、共同通信は「実際のパーティー収入は少なくとも8億円前後に膨らむ可能性がある」と報じた。清和政策研究会の政治資金収支報告書の記載内容は下記のとおり。
| 年月日        | パーティー名                 | 会場               | 収入        | 購入者数 | 出典 |
| ------------- | ---------------------------- | ------------------ | ----------- | -------- | ---- |
| 2018年5月22日 | 清和政策研究会との懇親の集い | 東京プリンスホテル | 2億802万円  | 7,021人  | [93] |
| 2019年5月21日 | 清和政策研究会との懇親の集い | 東京プリンスホテル | 1億5338万円 | 5,177人  | [94] |
| 2020年9月28日 | 清和政策研究会との懇親の集い | 東京プリンスホテル | 1億262万円  | 3,464人  | [95] |
| 2021年12月6日 | 清和政策研究会との懇親の集い | 東京プリンスホテル | 1億2万円    | 3,376人  | [96] |
| 2022年5月17日 | 清和政策研究会との懇親の集い | 東京プリンスホテル | 9480万円    | 3,200人  | [88] |
| （合計）      |                              |                    | 6億5884万円 |          |      |
パーティー券は通常1枚2万円であるため、販売枚数が推計できるが、枚数に対する購入者の比率は2018年から2022年にかけてすべて「0.675」で統一されている。日本大学名誉教授の岩井奉信は「絶対にあり得ない」とし、安倍派は政治資金収支報告書に架空の購入者数を記入したとみられる。
同年12月10日、岸田文雄首相は、安倍派所属の閣僚4人、副大臣5人、大臣政務官6人の政務三役15人について、全員交代させる意向を固めた（政務官6人については2日後に訂正）。
同年12月14日、堀井は内閣府副大臣の辞表を提出し受理された。同日、堀井は取材に応じ、ノルマの超過分に対する安倍派からのキックバックとして、2018～22年の5年間に1200万円を受け取り裏金にしていたことを認めた。キックバックは秘書が受け取り、管理していたと述べたが、当時秘書だった一人は前述の横領罪で有罪判決が確定し、この秘書の前にキックバックを管理していた別の秘書も事務所との金銭トラブルで辞め、連絡が取れないと説明した。12月20日頃、堀井は、苫小牧市にある事務所を同月31日付で閉鎖すると選挙区内の首長や党員、党所属の議員らに通知した。派閥のパーティー自粛で、運営資金が不足することが背景にあるとされ、堀井の地元の北海道9区の事務所は、登別市の1か所になった。
2024年1月22日、堀井の裏金の総額は2196万円であることが明らかとなった。堀井は「お金のことは秘書に任せていたが、派閥からキックバックは受けていた」と2196万円の還流を認めた。また、自ら現金約500万円を道内に運んだことを認め、「当初は何の金かは分からず、秘書にLINEで尋ねて、キックバックであることがわかった」と説明している。
同年1月27日、堀井は登別市で記者会見を開き、安倍派から過去5年間に2196万円のキックバックを受け取り、収支報告書に記載していなかったことを認めて謝罪した。堀井は還流分について「道内の事務所の運営費などに充てられた」と説明した。進退について「現段階では辞職も離党もせず、次の選挙も出馬するつもりだ」と述べた。
同年4月4日、自民党は党紀委員会を開き、堀井を党役職停止1年とするなどの処分を決定した。

## 選挙歴
| 当落                        | 選挙                   | 施行日         | 選挙区                          | 政党       | 得票数  | 得票率 (%) | 得票順位 /候補者数 | 定数 | 票差 (と次点者) | 惜敗率 (%) | 比例区 順位 | 政党当選者数 /政党候補者数 |
| --------------------------- | ---------------------- | -------------- | ------------------------------- | ---------- | ------- | ---------- | ------------------ | ---- | --------------- | ---------- | ----------- | -------------------------- |
| 当                          | 第46回衆議院議員総選挙 | 2012年12月16日 | 北海道第9区                     | 自由民主党 | 121,145 | 55.19      | 1/4                | 1    | 59,529          | -          | -           | -                          |
| 当                          | 第47回衆議院議員総選挙 | 2014年12月14日 | 北海道第9区                     | 自由民主党 | 97,805  | 45.73      | 1/3                | 1    | 11,553          | -          | -           | -                          |
| 当                          | 第48回衆議院議員総選挙 | 2017年10月22日 | 北海道第9区                     | 自由民主党 | 108,747 | 46.75      | 1/3                | 1    | 20,427          | -          | -           | -                          |
| 比当                        | 第49回衆議院議員総選挙 | 2021年10月31日 | 比例北海道ブロック(北海道第9区) | 自由民主党 | 106,842 | 48.49      | 2/2                | 1    | -               | 94.12      | 3           | 10/15                      |
| 当選回数4回 （衆議院議員4） |                        |                |                                 |            |         |            |                    |      |                 |            |             |                            |

## 所属団体・議員連盟
- 自民党たばこ議員連盟[107]
- もくもく会[66]
- 日本会議国会議員懇談会[108]
- 神道政治連盟国会議員懇談会[108]
- みんなで靖国神社に参拝する国会議員の会[108]
- 国際観光産業振興議員連盟
- TPP交渉における国益を守り抜く会
- ボーイスカウト振興国会議員連盟（理事・事務局次長）
- 日本を明るくする会（退会届提出→扱い保留中）
- 文化芸術懇話会[109]
- アイヌ政策を推進する議員の会（幹事長）[110]

## スケート選手としての主な成績
- 1994年リレハンメルオリンピック　500m 3位入賞（銅メダル獲得）[111]
- 1996年 ワールドカップ500m総合優勝、1000mで世界記録[3]。
- 1998年長野オリンピック　500m 13位、1000m 17位[112]
- 2002年ソルトレークシティオリンピック　500m 14位、1000m 22位[113]

## 著書
- 終わりなき挑戦―100分の2秒が人生を変えた 元就出版社、2003年 ISBN 4906631975